# Palazzo Miccoli-Bosurgi

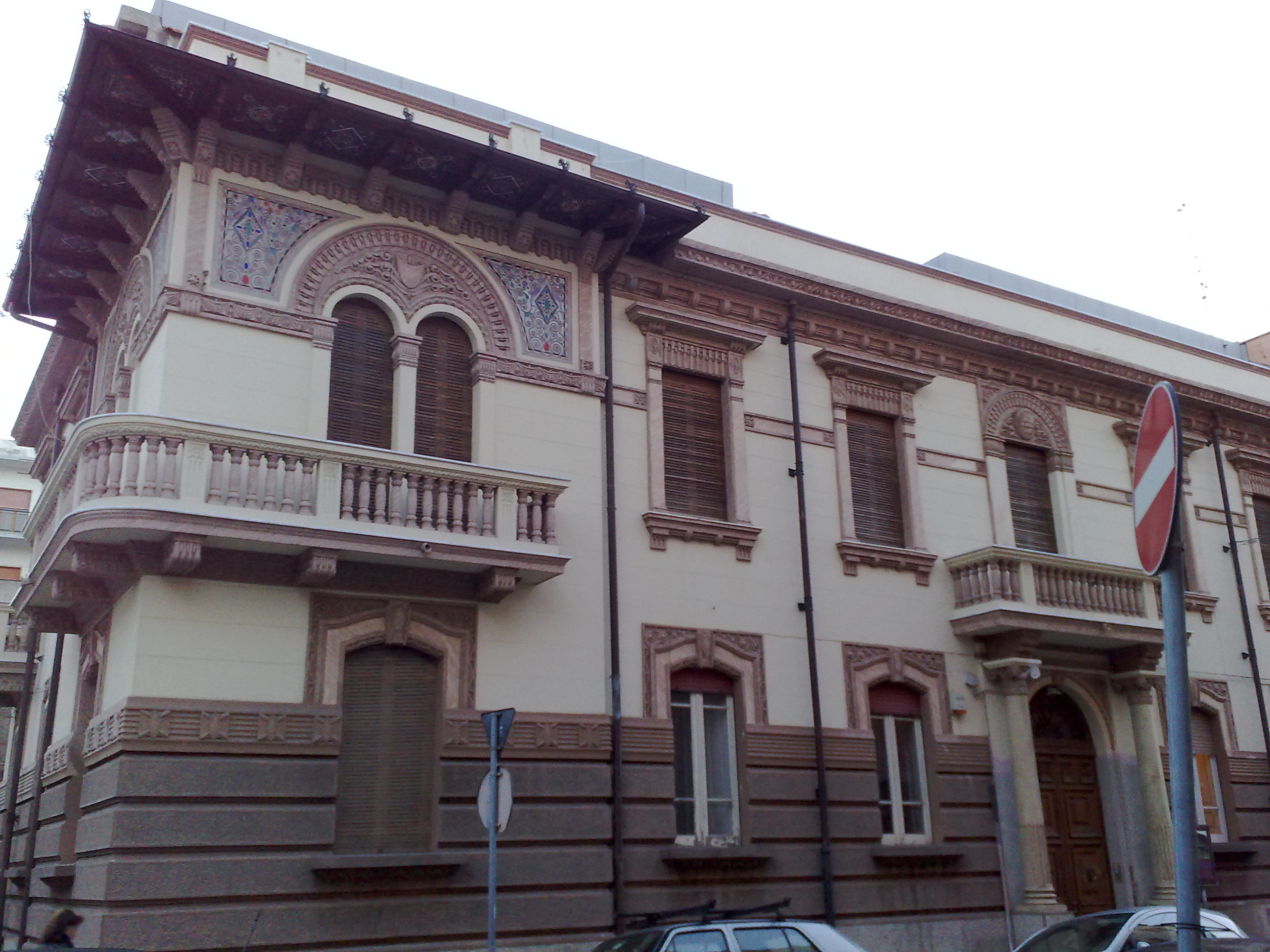
Palazzo Miccoli-Bosurgi in Reggio Calabria

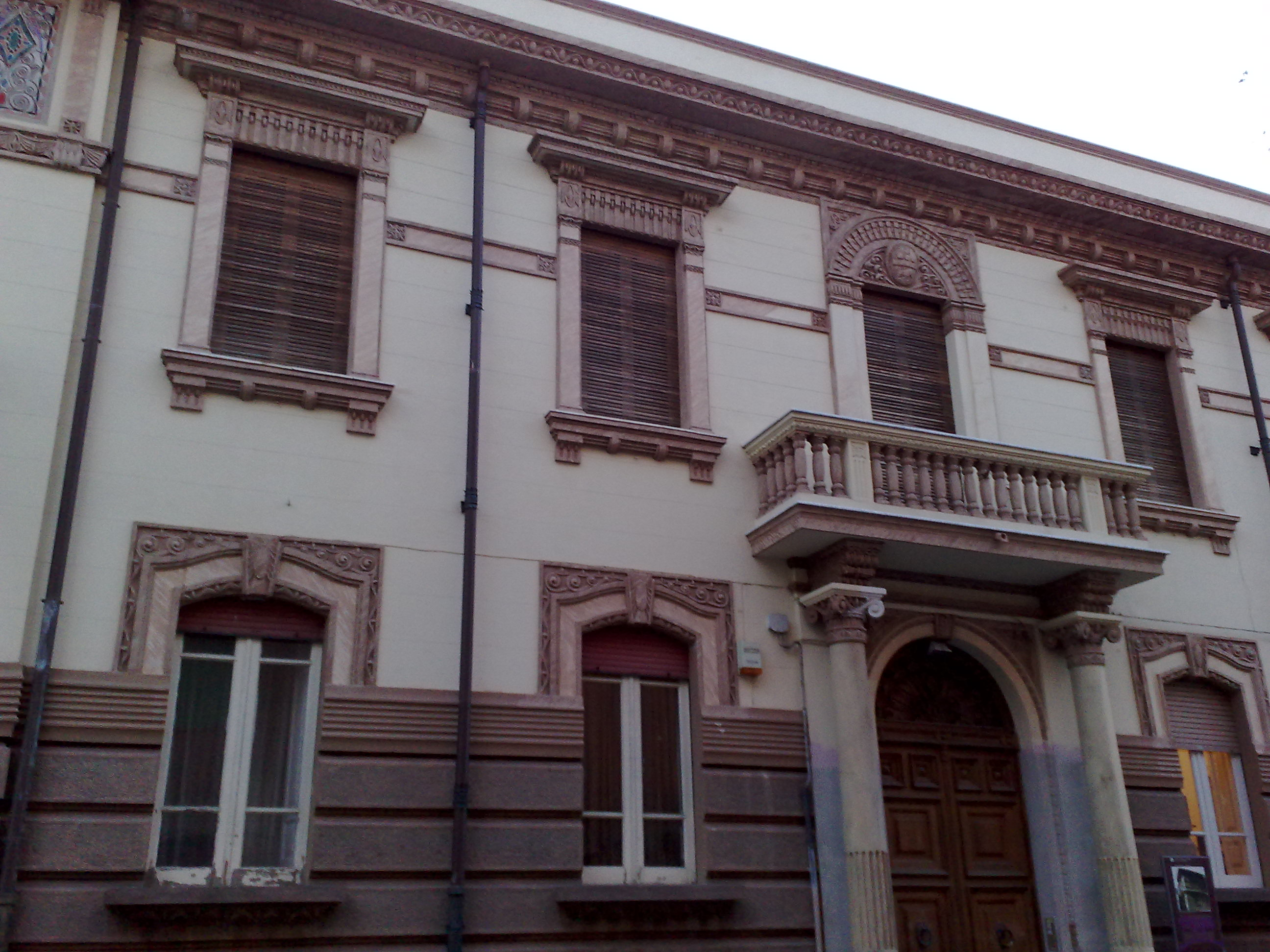
Detail des Palastes

Der Palazzo Miccoli Bosurgi ist ein Palast mit neoklassizistischen und Jugendstilelementen aus den 1930er-Jahren im historischen Zentrum von Reggio Calabria in der italienischen Region Kalabrien. Er bedeckt einen Teil des Blocks an der Ecke der Via Girolamo Tagliavia zur Via Arcovito. Heute sind dort private Wohnungen untergebracht.

## Geschichte
Das Gebäude beruht auf einem Projekt der Bauingenieure Giuseppe Bonifati und G. Sacerdote aus dem Jahre 1930 und wurde auch in den 1930er-Jahren fertiggestellt.

## Beschreibung
Der Palast hat ein Tiefparterre und zwei Vollgeschosse; der Grundriss hat die Form eines „C“ und schließt einen Innenhof mit ein. Die Fassaden folgen einer neoklassizistischen Formensprache mit reichen Zierelementen des Jugendstils. Im Tiefparterre sind die Fenster mit Architraven versehen und durch Eisengitter verschlossen. Das Erdgeschoss zeigt Bossenwerk und eine Reihe von Bogenfenstern und ein Eingangsportal zur Via Girolamo Tagliavia, vor dem an den Seiten Säulen mit neuklassizistischen Kapitellen, die den neuklassizistischen Balkon mit Balustrade im Obergeschoss stützen, der mit dem Adelswappen der Familie verziert ist. Auch im Obergeschoss wiederholen sich in den Achsen die Fensteröffnungen mit Architraven, diesmal komplett mit Balkonen. Charakteristisch ist der Eckbalkon, der mit einem Doppelfenster bestückt ist. Entlang allen Fassaden verläuft ein Band, das reich mit floralen Motiven dekoriert ist, und darüber ein Traufgesims, ein überhängender Vorsprung und eine einfache Balustrade auf Höhe des Daches.